# Lene Løseth
Pour les articles homonymes, voir Løseth.
Lene Løseth, née le 26 novembre 1986 à Ålesund, est une skieuse alpine norvégienne. Elle est la sœur aînée de Nina Løseth et de Mona Løseth. Elle se retire en 2011.

## Biographie
Représentant le club Spjelkavik IL, elle fait ses débuts dans les compétitions de la FIS en fin d'année 2001, pour remporter un titre de championne de Norvège junior du slalom ce même hiver. En 2003, alors âge de seize ans, après des débuts en Coupe d'Europe, la Norvégienne remporte la médaille d'argent du slalom géant aux Championnats du monde junior à Serre-Chevalier, derrière Jessica Lindell-Vikarby.
En décembre 2004, après notamment son premier top dix en Coupe d'Europe, obtenu en slalom à Åre, elle fait ses débuts dans la Coupe du monde à Altenmarkt-Zauchensee. Après des Championnats du monde junior sans réussite, elle décroche son premier titre national en slalom.
En janvier 2006, elle se qualifie pour sa première deuxième manche en slalom dans la Coupe du monde à Zagreb et marque ses premiers points avec une 27e place. En 2007, elle reçoit sa première sélection aux Championnats du monde à Åre, où elle est notamment 23e en slalom, puis améliore sa meilleure performance en Coupe du monde, avec une 21e place à Zweisel.
Après une série d'échecs en Coupe du monde (abandons ou non-qualifications en seconde manche) en 2007-2008 et au début de l'hiver suivant, elle est utilisée dans la Coupe d'Europe, où elle parvient à s'illustrer avec une troisième place en slalom géant à Funasdalen, puis une victoire dans cette même épreuve à Trysil. Løseth revient ainsi dans la Coupe du monde, pour enregistrer son meilleur résultat, vingtième à deux reprises en slalom, à Semmering et Garmisch-Partenkirchen. Aux Championnats du monde 2009, à Val d'Isère, elle arrive 19e du slalom géant.
En janvier 2010, elle et ses sœurs Mona et Nina se qualifie pour la manche finale du slalom de Flachau, soit une première dans l'histoire du ski alpin.

## Palmarès

### Championnats du monde
| Épreuve / Édition | Åre 2007 | Val d'Isère 2009 |
| Slalom            | 23e      | Abandon          |
| Slalom géant      | 38e      | 19e              |

### Coupe du monde
- Meilleur classement général : 91e en 2009.
- Meilleur résultat : 20e.

| Saison/Classement | Général | Général | Slalom géant | Slalom géant | Slalom | Slalom |
| Saison/Classement | Class.  | Points  | Class.       | Points       | Class. | Points |
| ----------------- | ------- | ------- | ------------ | ------------ | ------ | ------ |
| 2006              | 114e    | 4       | -            | -            | 50e    | 4      |
| 2007              | 106e    | 17      | -            | -            | 41e    | 17     |
| 2009              | 91e     | 31      | 49e          | 9            | 39e    | 22     |
| 2010              | 108e    | 18      | 39e          | 14           | 54e    | 4      |

### Championnats du monde juniors
- Briançonnais 2003 :
  -  Médaille d'argent en slalom géant.

### Coupe d'Europe
- Première du classement de slalom géant en 2010.
- 2e du classement de slalom géant 2009.
- 7 podiums, dont 2 victoires en slalom géant.

### Championnats de Norvège
- Championne de Norvège de slalom en 2005 et en 2008.
- Championne de Norvège de slalom géant en 2007 et en 2008.
- Championne de Norvège de super-combiné en 2008.
- Vice-championne de Norvège de slalom en 2007.
- 3e des Championnats de Norvège de slalom 2009.
- 3e des Championnats de Norvège de super-combiné 2009.